# تريزا كابوتو
تريزا كابوتو (بالإنجليزية: Theresa Caputo)‏ هي مقدمة تلفزيونية أمريكية، ولدت في 3 يوليو 1966 في هيكسفيلي في الولايات المتحدة.

## وصلات خارجية
- الموقع الرسمي
- تريزا كابوتو على موقع IMDb (الإنجليزية)
- تريزا كابوتو على موقع قاعدة بيانات الفيلم (الإنجليزية)